# Траут, Майк
Майкл Нельсон Траут (англ. Michael Nelson Trout, род. 7 августа 1991 года) — американский профессиональный бейсболист, играющий на позиции аутфилдера в клубе Главной бейсбольной лиги «Лос-Анджелес Энджелс из Анахайма». В 2011 году Траут стал новичком года Американской лиги, завоевал награду Сильвер Слаггер и занял второе место в голосовании за титул самого ценного игрока Американской лиги. Он также стал лидером лиги в нескольких статистических категориях, включая набранные очки (раны) и украденные базы. 20 марта 2019 года, подписав контракт на сумму $430 млн, сменил Канело Альвареса в качестве самого высокооплачиваемого спортсмена в истории по сумме индивидуального контракта.
В июле 2010 года Траут был назван вторым самым перспективным игроком изданием Baseball America. Перед сезоном 2011 года он был назван самым перспективным игроком изданием ESPN.

## Характеристика игрока
Траут обладает комбинацией мощи и скорости из-за чего его иногда сравнивают с членом Бейсбольного зала славы Майком Мэнтлом. С 2012 по 2015 год он каждый сезон выбивает не менее 27 хоум-ранов и 35 экстра-базовых хитов, а кроме того у него высокий показатель реализации выходов на биту и количество пробежек. Майк хорошо отбивает подачи в низу страйковой зоны. Его высокая скорость позволяет ему хорошо играть в защите на позиции центр-филда, а также красть базы. С 2012 по 2015 год он украл 113 баз с процентом удачных попыток 84 %.
Согласно Fangraphs, за последние четыре года Траут является самым продуктивным отбивающим в МЛБ. Он является лидером МЛБ по количеству ранов выше среднего с показателем 221,5, лидирует в продуктивности за выходы на базы и делает раны на 71 % чаще, чем в среднем в лиге. Благодаря своим выдающимся выступлением в столь молодом возрасте Траута часто сравнивают с Тедом Уильямсом.

## Личная жизнь
У Майка и его жены Джессики Кокс есть сын — Бекэм Эйрон Траут (род. 30 июля 2020).